# 드라곤 기사단

Ordo Draconum

드라곤 기사단(라틴어: Societas Draconistarum)은 헝가리의 군주(1387–1437)이자 신성 로마 제국의 황제(1433–1437)였던 지기스문트가 1408년에 귀족들을 선발하여 세운 기사단이다. 성전을 위한 군사조직들이 생겨난 이후에, 특히 오스만 투르크로부터 십자가를 수호하고 기독교의 적들과 싸우기로 착수하면서 세워지게 되었다.
기사단은 특히 15세기 초에 독일과 이탈리아에서 번영하였다. 1437년에 지기스문트가 사망한 이후, 서유럽에서는 중요성이 줄어들었지만, 1453년에 콘스탄티노폴리스가 함락되면서, 오스만 투르크에게 위협받던 헝가리, 크로아티아, 보스니아, 불가리아, 세르비아, 루마니아 등지에서 역할을 계속 수행하였다.
가시 공작 블라드(블라드 체페슈)의 아버지인 블라드 2세 드러쿨도 기사단의 일원이였다.